# Monasterio de Vachnadziani
El monasterio de Todos los Santos de Vachnadziani (en georgiano: ვაჩნაძიანის ყველაწმინდა, Vachnadzianis Kvelatsminda), o monasterio de Vachnadziani es un antiguo monasterio ortodoxo georgiano cerca del pueblo Watschnadsiani (llamado en la era soviética Schroma ) en el distrito de Gurdschaani, al este de Georgia.  

## Diseño
Su compleja arquitectura "barroca" une una basílica de tres iglesias y un edificio central, coronado por una cúpula. Esta es la primera cúpula colgante en Georgia, y posiblemente de todo el Cáucaso. El edificio de importancia arquitectónica introdujo la cúpula pechina en Georgia y se considera como un punto de partida esencial para el surgimiento de la arquitectura de la iglesia georgiana clásica del siglo XI. 

## Historia
En los siglos VI al VII, el monasterio tenía una basílica de tres naves, cuya parte occidental fue dañada por un deslizamiento de tierra. Fragmentos del edificio se pueden ver en la actualidad. Más tarde, a fines del siglo VIII - principios del siglo IX, se construyó la cúpula de la iglesia de Kvelazminda (Todos los Santos). La iglesia está construida de piedra y ladrillo. Kvelazminda se refiere al período de transición de la arquitectura georgiana (VIII - X), y es uno de los monumentos más significativos y altamente artísticos. 
El monasterio tenía una cerca alta con una puerta en el lado oeste. El edificio de importancia arquitectónica introdujo la cúpula pechina en Georgia y se considera como un punto de partida esencial para el surgimiento de la arquitectura de la iglesia georgiana clásica del siglo XI. 

## Otros edificios

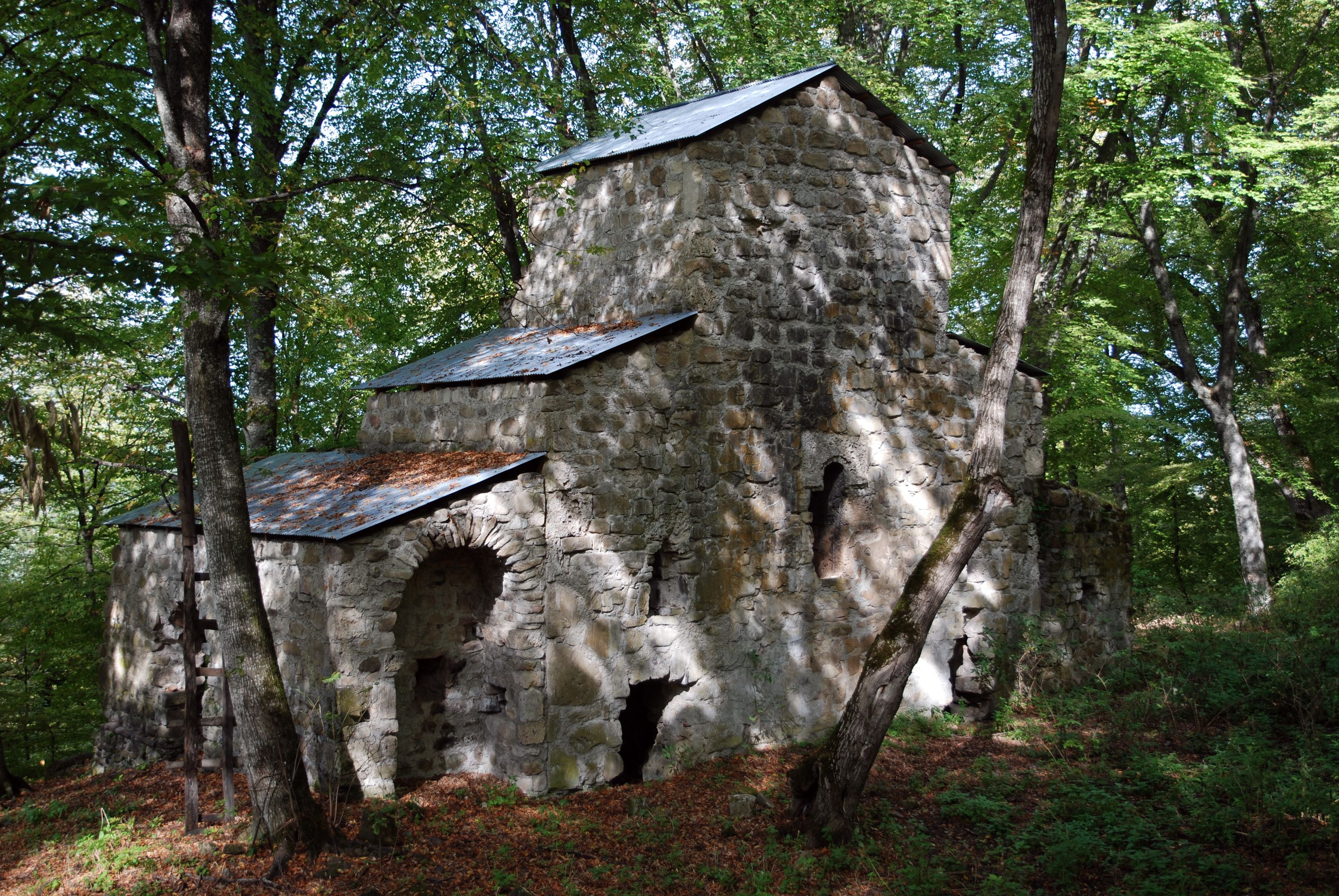
Basílica del vista desde el sureste

A unos 50 metros al oeste se encuentran las ruinas de una basílica de tres naves más baja, datada en el siglo VI-VII. Se conserva el muro este y unos pocos metros de los flancos restaurados para su estabilización. El ábside central en forma de herradura tenía una gran ventana arqueada; dos aberturas de ventanas estrechas apenas permitían la entrada de luz a las habitaciones laterales, que no estaban conectadas al ábside a través de las puertas.
Frente a la fachada sur de la Iglesia de la Madre de Dios, quedan algunas capas de ladrillos tallados de una dependencia de monjes y la escuela del monasterio. Según la tradición, se dice que el poeta Tschachruchadze (Chakhrukhadze) recibió entrenamiento allí en el siglo XIX. Se le atribuye la hagiografía Tamariani, una colección en honor a la reina Tamar (que reinó entre 1184 y 1213).
Cerca de allí también estaban las ruinas de un gran palacio de dos pisos del siglo X. El techo original consistía en un techo plano de madera.